# Џене Аико
Џене Аико (енгл. Jhené Aiko, Лос Анђелес) америчка је певачица и ауторка песама.
Музичку каријеру започела је 2002. године, када се појавила у неколико музичких спотова ритам и блуз групе B2K. Након паузе, вратила се на музичку сцену 2011. године и објавила микстејп Sailing Soul(s), а 2013. микстејп Sail Out са којег су се издвојили синглови -{3:16AM}.-, Bed Peace и The Worst. Први студијски албум Џене под називом Souled Out Џене је објавила 9. септембра 2014. године, а други под називом Trip 22. септембра 2017. године. Компилацијски албум под називом Twenty88 објавила је 2016. године у сарадњи са музичарем Биг Шоном.

## Биографија
Џене је рођена и одрасла у Ладера Хајтсу у Калифорнији. Школовала се код куће и одрасла у породици мајке Кристине Јамамото и оца Карамо Чиломбоа, педијатра, а родитељи су јој се касније развели. Њена сестра Mila J је ритам и блуз певачица. Њена мајка је шпанског, доминиканског и јапанског порекла, а отац америчког, немачког, афроамеричког и јеврејског. Крштена је када је имала шеснаест година у Четверокутној еванђеоској цркви. Забављала се са америчким ритам и блуз певачем О’Рајаном од 2005. до 2008. године, са којим је добила ћерку Намико, 19. новембра 2008. године. Дана 16. марта 2016. године објавила је да се удала за Оладипа Омишора, а 9. августа исте године објавили су да се разводе. Развод је окончан у октобру 2017. године. 
Џене је похађала часове певања у Калвер Ситију све док није остала у другом стању. Породила се када је имала двадесет година и добила ћерку, којој је дала име Намико.
Џене је веганка и чланица организација ПЕТА која се бори за права животиња. Амерички медији писали су о њеној вези са певачем Биг Шоном, која је касније потврђена на Инстаграму, а објављено је да су раскинули у децембру 2018. године, али су остали у добрим односима.

## Музичка каријера

### 2002—2011: Почетак каријере
Џене је започела музичку каријеру као вокалисткиња у неколико песама бенда B2K као и на саундтреку The Master of Disguise из 2022. године. Током овог периода представљена је као рођака репера Лил' Физа члана групе B2K, иако није у сродству са њим, већ је та информација била маркетиншки трик. Као вокалисткиња појавила се на пет песама групе B2K, на ремикс албуму под називом . Обрада песме Santa Baby коју је Џене снимила нашла се на албуму Santa Hooked Me Up бенда B2K, а појавила се и као гост на песми Tease, на албуму Pandemonium!. Џене се такође појавила у бројним музичким спотовима, укључујући О’Рајанов дебитански видео, за песму Take It Slow, прве спотове групе B2K, за песме Uh Huh и Why I Love You, спот бенда P.Y.T. за песму Same Ol' Same Ol, у споту за песму M.A.S.T.E.R. (Part 2) шведске поп групе Play и у Морган Смитовом споту за песму Blow Ya Whistle.
Џене је такође снимила саундтрек нумере за филмове Barbershop, The Master of Disguise, You Got Served, The Proud Family и филм Byou. Објавила је видео спот за сингл NO L.O.V.E, а требало је и да изда дебитантски албум под називом My Name Is Jhené преко Сони рекордса, међутим он никада није објављен због неслагања са издавачком кућом. Након тога раскинула је уговор са Сони рекордсом и наставила школовање.
Године 2007. објавила је да се враћа на музичку сцену, а 16. марта 2011. објавила је микстејп под називом Sailing Soul(s), на њеном званичном веб-сајту. Све песме са микстејпа писала је Џене, изузев July, а пројекат је одрађен у сарадњи са Мигелом, Дрејком и Канје Вестом. Како би промовисала микстејп, Џене се придружила на турнеји певача Мигела. Дана 21. октобра 2012. године објавила је видео спот за песму My Mine, а након тога и за песму Stranger са њеног микстејпа.

### 2012—2014: Афирмисање на музичкој сцени и објављивање албума
Године 2012. музички продуцент и потпредседник издавачке куће Def Jam, No I.D. сарађивао је са Џене, која је потписала уговор са његовом издавачком кућом Artium Records, која је под окриљем компаније Def Jam. Џене је објавила песму 3:16AM која је била доступна за дигитално преузимање на Ајтјунсу од 4. септембра 2012. године. Песма је објављена као први сингл са њеног ЕП-а Sail Out. Након тога била је гост на турнеји Life Is Good/Black Rage коју су водили репери Нас и Лаурин Хил. У јуну 2013. године објављена је песма Beware Биг Шона, на којој је Џени гостовала, а она се нашла на музичкој листи Билборд хот 100. У октобру 2013. године Џене је била гост на музичкој турнеји Would You like a Tour? певача Дрејка.
ЕП под називом , Џене је објавила 12. новембра 2013. године, а он се нашао на осмом месту америчке листе Билборд 200 и током прве недеље од објављивања продат је у 34.000 примерака. У јануару 2014. године објавила је песму The Worst, која се нашла на четрдесет и трећем месту Билборд хот 100 листе и једанаестом месту америчке листе ритам и блуз и хип хоп песама.
Дана 18. јануара 2014. године, Џене се појавила у америчкој ТВ емисији Saturday Night Live и извела песму From Time заједно са Дрејком. У јануару 2014. године дала је интервју за магазин Вајб, где је најавила да ће њен деби албум Souled Out бити објављен у мају 2014. године, али је објављивање албума ипак одложено. Дана 16. марта 2014. године објавила је песму My Afternoon Dream коју је продуцирао Кејн Вејн заједно са Џене и певачицом Криси које су помогле у продуцирању спота за песму. У јуну 2014. године објавила је сингл To Love & Die као најаву за албум, а песма се нашла на четрдесет и шестом месту америчке листе Билборд ритам и блуз/хип хоп. Дана 26. јуна 2014. године канадски кантаутор The Weeknd најавио је музичку турнеју у Сједињеним Државама, а као гост на њој била је и Џене.
Након три године снимања песама, Џене је објавила деби албум под називом Souled Out, 8. септембра 2014. године. Албум је доживео комерцијални успех и добио је углавном позитивне критике. Souled Out нашао се на трећем месту америчке листе Билборд 200 и продат је у 70.000 примерака током прве недеље од објављивања. Албум садржи синглове  који је објављен 18. јула 2014. године и налазио се на двадесет и петом месту америчке листе ритам и блуз песама, синглове  који је објављен 12. децембра 2014. године и Spotless Mind.

### 2015—данас
У фебруару 2016. године на 57. додели Греми награда, номинована је за три награде. Истог месеца објављено је да ће се Џене придружити Џ. Колу на музичкој турнеји под називом . У марту 2015. године објавила је песму Living Room Flow. Џене је обрадила песме In a World of My Own / Very Good Advice из дизнијевог филма Алиса у земљи чуда, а песма је објављена на компилационом албуму We Love Disney у октобру 2015. године. У марту 2016. године Џене је објавила албум Twenty88 у сарадњи са са Биг Шоном, који је био доступан за дигитално преузимање од 1. априла 2016. године. На албуму се налазе песме које говоре о везама, конфликтима, успоменама, љубави и сексу, а продуцирали су га Канје Вест и Томи Браун. Од краја 2016. до средине 2017. године Џене је објавила неколико синглова, као што су Maniac, First Fuck и Hello Ego са Крис Брауном. Водећи сингл за њен други албум под називом While We're Young објављен је у јуну 2016. године. Други студијски албум под називом , Џене је снимала од 2015. до 2017. године, а објавила 22. септембра 2017. године. Албум је дебитовао на петом месту америчке листе Билборд 200 и продат је у 10.000 примерака током прве недеље од објављивања. Године 2018. Trip је рангиран као сто двадесет и шести најпопуларнији албум листе Билборд 200.
Аутобиографски филм о Џене објављен је дан пре албума, а она је била гост на турнеји америчке певачице Лане дел Реј од 5. до 13. јануара. 2019. године. Дана 8. маја 2019. године Џене је објавила песму Triggered, која се нашла на педесет и петом месту америчке листе Билборд хот 100.

## Дискографија
Студијски албуми
- (2014)
- (2017)
- (2016)  (са Биг Шоном)